# Totally Spies!
Totally Spies!  (Tres espías sin límite en Hispanoamérica) es una serie animada francesa/canadiense creada por Vincent Chalvon-Demersay y David Michel y producida por la compañía francesa Marathon Producción y la empresa canadiense Image Entertainment Corporation. El programa tiene como protagonistas a tres chicas adolescentes, Sam, Clover y Alex, que trabajan como agentes de espionaje encubiertas de la Organización Mundial de Protección Humana (WOOHP), bajo el liderazgo de Jerry. La series tiene influencias del animé japonés y de las girl groups.
Se estrenó en la cadena ABC Family el 3 de noviembre de 2001, y se estrenó en Europa en la primavera del año siguiente por Fox Kids. Desde el debut de la serie, 156 episodios han sido transmitidos, completando su sexta temporada hasta la fecha. Esto incluye varios especiales y una producción de película teatral, hechos y liberados entre la cuarta y la quinta temporada. Ha sido emitido en más de 150 territorios internacionales. Varios de los productos vinculados a la serie han sido puestos en libertad, que incluyen una serie de libros de historietas y videojuegos.
Actualmente está programada una próxima séptima temporada para su lanzamiento en 2024 en Gulli en Francia, y en Cartoon Network, Max y Discovery Kids a nivel internacional.
Actualmente está previsto que se estrene una séptima temporada el 12 de mayo de 2024 en Gulli en Francia, y más tarde en Cartoon Network, Max y Discovery Kids a nivel internacional. 
El 13 de junio de 2024, se anunció que el programa había sido renovado para la octava temporada, también en ese mismo mes siendo anunciada oficialmente una serie de acción real.

## Desarrollo y producción
La concepción del espectáculo llegó desde el surgimiento de la banda de chicas y mujeres cantantes en la industria musical. Queriendo aprovechar el nicho, David Michel y Vincent Chalvon-Demersay poner su idea en desarrollo, que más tarde cambió a la producción dentro de un año. Según Michel, estilo de animación de la serie se pretende incorporar influencias del anime.
La compañía de producción, Marathon Media, destinado a la construcción de la marca la serie mediante la formación de un grupo de tres chicas, utilizando el programa alemán Arabella para crearla. El uso de un panel de jueces, se seleccionaron 20 vídeos de demostración y los ganadores fueron seleccionados sobre la base de la fuerza de su desempeño y los televidentes de la serie. Se seleccionó la banda y lanzó un sencillo en la primavera de 2002, a través de EMI. De acuerdo con el director general Dirk Fabarius, «El plan es crear finalmente un álbum entero y establecer y promover Tres Espías Sin Límite como una banda de verdad». Si bien la idea no se materializó, la serie fue promovida a través de otra mercadotecnia. Se anunció en la primavera de 2001 que la serie salió al aire en el otoño en ABC Family, y se distribuiría a los países europeos en el año siguiente.
Después del final de la quinta temporada, la película de la serie, Tres Espías Sin Límite (La película) fue producida y estrenada en cines en Francia el 22 de julio de 2009. La película recibió un comunicado de la televisión en los Estados Unidos, el 25 de abril del año siguiente, coincidiendo con la emisión de la quinta temporada de la serie allí. En agosto de 2011, Marathon Media confirmó que la producción de la sexta temporada estaba en marcha y se estrenará en 2013.
Más tarde se confirmó que se produjeron 26 episodios y que el espectáculo iba a ser objeto de licencia en España y América Latina, con Europa los territorios mismos. Coincidiendo con el estreno de la sexta temporada, Zodiak Media, en asociación con el Palacio de Versalles (CVS) y TF1, organizó un evento en el Palacio de Versalles, que tiene lugar durante el verano de 2013. El evento será precedido por actividades como la proyección de un especial con los espías en una misión en los jardines del palacio.

## Sinopsis
La serie se centra en torno a las aventuras de tres adolescentes - Sam, Alex y Clover - que viven una doble vida como espías que trabajan para la Organización Mundial de Protección Humana (WOOHP). Las niñas son reclutadas por el líder de la organización, Jerry Lewis, para resolver las crisis que surgen en todo el mundo. Muchas de sus misiones implican tratar con villanos descontentos que han sido perjudicados de alguna forma durante su pasado. Varios de ellos han exigido venganza contra los espías al invadir sus vidas personales. Las historias se centran en las tres chicas que viven juntas, en sus vidas de estudiantes en la preparatoria, que trata de las relaciones, la escuela y los rivales de la escuela.

## Personajes
Tres espías sin límites cuenta la aventura de tres amigas, Sam, Alex y Clover, que viven en Beverly Hills; y en Malibú (a partir de la 5.ª temporada) y a partir de esta se incorporara Britney se unen al peligroso mundo del espionaje internacional en una compañía llamada WOOHP (World Organization Of Human Protection), dirigida por Jerry y su asistente G. L. A. D. I. S. (Gadget Lending And Distributing Interactive System). También aparecen otros personajes secundarios como Mandy (enemiga de las chicas) y otros agentes de WOOHP.

### Principales
- Samantha Simpson (Primera al mando) - (Temporada 1 - presente, entre ellos la película): Sam tiene el pelo largo de color rojo con el flequillo recogido hacia atrás y su traje de espía es de color verde. Ella es la más inteligente, responsable y práctica entre sus compañeras. Sabe tocar el acordeón. El nombre de su madre es Gabby (abreviatura de Gabrielle). Su pasatiempo es estudiar, por eso siempre es la mejor en clase. Sam o Sami (como la llaman) es la mejor en sacar de los líos a sus amigas Alex y Clover en las misiones.

- Clover Euwing (Segunda al mando) - (Temporada 1 - presente, entre ellos la película): Clover tiene el pelo corto y rubio hasta las mejillas, tiene los ojos de color azul y su traje de espía es de color rojo. Clover es una adicta a las compras, así como una fanática de la moda. Mandy es su rival. Su constante lucha por las cosas más simples es una fuente de alivio cómico en la serie. Ha tenido muchos novios durante el show, y se preocupa mucho por la moda y la parafernalia de diseño. Clover a veces parece un tanto grosera, pero siempre está ahí para sus amigos. Su mayor pasatiempo es ir de compras al Groove.

- Britney Anderson (Tercera al mando)- (Temporadas 2-3-5 - presente): En las temporadas 2 y 3, Britney fue un personaje secundario pero importante. Luego se convirtió en la nueva recluta de la agencia y fue incluida en el episodio «Alex es Adiestrada». Britney es de ascendencia asiática, tiene el cabello negro y largo, ojos morados y su traje de espía es de color azul. Ella es inteligente y tiene muy buenos reflejos. Sabe tocar el violín y el piano. Sus pasatiempos favoritos son el ajedrez y ser animadora. Aunque se lleva bien con Sam y Clover, no tiene una buena relación con Alex, pero al final terminan siendo amigas. Después de regresar de la agencia WOOHP en Australia, Jerry la nombra segunda al mando.

- Alexandra Vásquez (Cuarta al mando)- (Temporada 1 - presente, entre ellos la película): Alex tiene ojos de color miel, el pelo negro y corto al estilo bob. y su traje de espía es de color amarillo. A pesar de su torpeza cuando se trata de aparatos, Alex destaca en el atletismo, y en particular en el fútbol, que es su deporte favorito. Tiene una tortuga de juguete llamado Ollie,a quien identifica como su «mejor amiga». Caitlin, una de las amigas de Mandy, es el rival de Alex. Su pasatiempo es practicar deportes (entre ellos el fútbol) lo que en un capítulo la llevó a ser mala. Aunque a veces es un poco distraída sus amigas la quieren.

- Jerald James Lewis - (Temporada 1 - presente, entre ellos la película): Fundador y administrador de WOOHP (Organización Mundial de Protección Humana). Es un hombre británico de mediana edad, muy serio. Encuentra a los medios de transporte de las niñas a su sede, les informa sobre sus misiones, distribuye sus gadgets y proporciona apoyo a la misión de información o participación directa. A menudo molesta a las chicas con su actitud seria y su carga de trabajo constante, las chicas están para ayudarlo. Sam, Clover y Alex una vez señalaron que no escuchan a nadie más que a Jerry y aunque nadie le escucha, todos lo quieren.

- G.L.A.D.I.S - (Temporada 3-4): G.L.A.D.I.S. es un acrónimo de Gadget Lending y Sistema Interactivo de distribución. «Ella» es un equipo que se siente orgullosa de su título y se niega a menudo a llevar a cabo trabajos ocasionales, afirmando que están «por debajo de ella». Esta es una fuente constante de irritación, tanto para las chicas como para Jerry. Ella actúa con un rol maternal hacia las chicas. Ella tiene una personalidad, expresando sus opiniones y deliberadamente desobedeciendo o modificando órdenes de Jerry si siente que lo necesita para proteger a las chicas. Incluso se ocupa aficiones, como la magia. En la quinta temporada, G.L.A.D.I.S. es enviada a un centro de reciclaje (en realidad, fue escrito de la serie casi en su totalidad debido a las quejas del ventilador). El diseño de GLADIS es un homenaje a Shirka, un personaje casi idéntico en apariencia de la clásica franco- japonesa de animación Ulises 31. Su nombre y personalidad recuerdan a GLaDOS, personaje de los videojuegos Portal y Portal 2.

### Secundarios
- Mandy - (Temporada 1 - presente, entre ellos la película): Mandy es rival del trío en la escuela y tiene el pelo negro largo y ojos violeta. Siendo el modelo de los «adolescentes populares» estereotipo, que se demuestra que es elegante, popular y atractivo (al menos en su propia opinión), mientras que otros la ven como desagradables. Su madre, Phoebe, se le da una personalidad diferente en cada episodio, pero su aspecto sigue siendo el mismo, al igual que su voz aguda y chillona con una risa nasal. Mandy incluso se convirtió en un espía en un punto, luciendo un spysuit púrpura, pero lo dejó cuando fue abrumado con la dificultad. Sus dos mejores amigas, Dominique y Caitlin, le siguen a todas partes casi constantemente en las temporadas 1-4. En la 5.ª temporada ella se va a la escuela de Malibú a estudiar con su prima Mindy, aunque ahí ya no aparecen sus antiguas amigas.

- David - (en su mayoría Temporada 2, estrella invitada en la Temporada 4): David es un hombre deseable en los cuales están interesados románticamente las tres chicas (así como su némesis, Mandy). Fue presentado en el episodio «Depende de Como Juegues el Juego». Él ama las artes, incluyendo la guitarra, la poesía y la pintura. Él también tiene un amor por la naturaleza y la historia. Tiene suelto, pelo castaño y la piel bronceada.

- Arnold Jackson - (Temporada 1-4, estrella invitada en la Temporada 5): Arnold es un compañero de clase de las niñas y es un empollón estereotipada. Arnold es muy inteligente, pero socialmente inepto y tiende a ser un poco desagradable. En algunos episodios, actúa como un adulador y siervo de Mandy, en otros episodios, ella se burla de él. Él sobre todo actúa como un obstáculo no intencional a las chicas y sus metas.

- Dean - (Temporada 3-4-5): Dean es un agente de WOOHP como Sam, Clover y Alex. Su primera aparición fue en «Promoción Macabra» como su entrenador y más tarde fue mostrada en «El Crucero», como compañero de Jerry para Sam, Alex y la prueba de súper espías de Clover. Las chicas han mostrado algún interés romántico en Dean, y él es el único chico que se resista a Clover, para su desespero. También es el único agente masculino de WOOHP distinto Jerry (y más tarde Blaine), con un papel importante. Dean volvió en el episodio «WOOHP -fantástico» y fue puesto a cargo del laboratorio de gadgets WOOHP. También participa en la batalla final en el final de la serie.

- Blaine - (Temporada 5 -presente): Aparece en el episodio «La Abuelita», como el capitán del equipo de voleibol de playa de Mali-U. Sus intereses son similares a los de Clover, lo que les llevó a ser pareja a los 5 minutos de su introducción. Durante la 5 temporada, la relación de Blaine con Clover es la primera en durar más de un episodio, siendo enfatizada en los episodios 109 y 110. Luego se revela que él es un asesino enviado por Geraldine Husk para destruir a Clover, porque lo convenció de que ella era una espía mala. Al enterarse de esta mentira, siguen saliendo por un tiempo. Sin embargo, Geraldine utiliza a Blaine como una trampa para capturar a Clover. Al final, Blaine se une a la WOOHP en Australia y se unió a Britney como su nuevo socio, dejando triste a Clover. En la sexta temporada, no está claro si mantienen su relación.

- Mindy - (Temporada 5): Es la prima de Mandy, que toma el lugar de Dominique y Caitlin después de que ellas se van de la serie, siendo su última aparición en el episodio «Graduación Maligna». Después de graduarse de la escuela secundaria, Mandy tenía que asistir a una escuela de esquí en Aspen (según Clover), pero se traslada a la Universidad de Malibú («Mali-U») para estar con Mindy. En la temporada 6, su ubicación es desconocida.

## Spin-Off
Se trata de un spin-off de Totally Spies!, el cual tiene como protagonistas a chicos adolescentes espías.

## Episodios
| Temporada | Temporada | Episodios | Estados Unidos          | Estados Unidos           | España                   | España                  | Latinoamérica            | Latinoamérica            |
| Temporada | Temporada | Episodios | Estreno                 | Final                    | Estreno                  | Final                   | Estreno                  | Final                    |
| --------- | --------- | --------- | ----------------------- | ------------------------ | ------------------------ | ----------------------- | ------------------------ | ------------------------ |
|           | Película  | 1         | 25 de abril del 2010    | 25 de abril del 2010     | 3 de noviembre del 2010  | 3 de noviembre del 2010 | 23 de noviembre del 2011 | 23 de noviembre del 2011 |
|           | 1         | 26        | 3 de noviembre de 2001  | 15 de junio de 2002      | 25 de septiembre de 2002 | 31 de octubre de 2002   | 1 de octubre de 2012     | 5 de noviembre de 2012   |
|           | 2         | 26        | 8 de agosto de 2003     | 19 de septiembre de 2004 | 31 de julio de 2003      | 5 de septiembre de 2003 | 6 de noviembre de 2012   | 11 de diciembre de 2012  |
|           | 3         | 26        | 3 de octubre de 2004    | 31 de julio de 2005      | 5 de septiembre de 2005  | 12 de octubre de 2005   | 2 de noviembre de 2011   | 26 de enero de 2012      |
|           | 4         | 26        | 3 de abril de 2006      | 8 de marzo de 2007       | 18 de febrero de 2007    | 6 de mayo de 2007       | 29 de enero de 2012      | 22 de abril de 2012      |
|           | 5         | 26        | 26 de abril de 2010     | 1 de junio de 2010       | 25 de febrero de 2008    | 31 de marzo de 2008     | 1 de junio de 2013       | 1 de diciembre de 2013   |
|           | 6         | 26        | 7 de septiembre de 2013 | 1 de marzo de 2014       | 15 de junio de 2013      | 24 de octubre de 2013   | 23 de agosto de 2014     | 1 de septiembre de 2014  |

## Secuencias de apertura

### Temporadas 1 - 2
La secuencia de apertura de las temporadas 1 y 2 incluye material de archivo aleatorio de Sam, Clover y Alex en la vida diaria y como espías encubiertos de varios episodios. Cuando Totally Spies! Salió al aire en los EE. UU. en Cartoon Network, una apertura estuvo compuesto usando material de archivo de la temporada 2, con un logotipo de plata metálica y una versión instrumental de Here We Go.

### Temporadas 3 - 4
La secuencia de apertura de temporadas 3 y 4 comienza con el logotipo de TS que aparece, a continuación, la cámara se acerca a través del logo y tenemos una breve visión de las chicas en su villa. Las niñas y sus anillos de polvo X-bajar a través de un tubo de vacío en la oficina de Jerry. Jerry chasquea los dedos y el polvo de X-instantáneamente sus bolsas de ropa para los uniformes de sus espías. Después de eso, escenas de varios episodios se muestra. Al final, una de las chicas todavía vestidos con sus uniformes de espionaje aparece, junto con la púrpura Totally Spies! Logo y la palabra «secreto» en la escritura digital, debajo del logotipo.

### Temporada 5
La secuencia de apertura de la 5.ª temporada es similar a la de las temporadas 3 y 4, pero se muestran imágenes de las chicas en la universidad de Malibú. La animación de apertura del logo TS también ha sido rediseñada.

### Temporada 6
La secuencia de apertura de la temporada 6 tiene una grabación completamente nueva. La música de la introducción usa la misma banda sonora utilizada para las temporadas 3 y 4.

## Producción
- Directores: Stéphane Berry y Pascal Jardín
- Creadores y productores: Vicent Chalvon-Demersay y David Michel
- Diseñador de logotipo y director de arte: Stéphane Berry
- Producción: MARATHON Media, TF1 France, ABC FAMILY, CHANNEL 4, Fox Kids Europe, Corporation Image Entertainment.
- Años: 2001-2008
- En el 2005, Totally Spies! recibió una medalla internacional de plata de TV France en la categoría de animación.
- En el 2002, Totally Spies! ganó una medalla de bronce en el 44 festival internacional de filmes en Nueva York en la categoría de programas infantiles.